# Chiesa di Santa Caterina (Trivignano Udinese)
La chiesa di Santa Caterina è un luogo di culto cattolico di Merlana, frazione di Trivignano Udinese, in provincia e arcidiocesi di Udine; fa parte della forania del Friuli Centrale ed è filiale della parrocchiale di Clauiano.

## Storia
L'originaria chiesa di Merlana venne costruita nel XVI secolo, per poi essere consacrata il 27 maggio 1601 dal patriarca di Aquileia Francesco Barbaro.
L'edificio fu poi rimaneggiato tra i secoli XVIII e XIX; anche il campanile risale a quel periodo, essendo stato eretto nel 1803.
La chiesa venne ristrutturata in seguito all'evento sismico del 1976 e fu poi adeguata ai dettami postconciliari negli anni ottanta.

## Descrizione

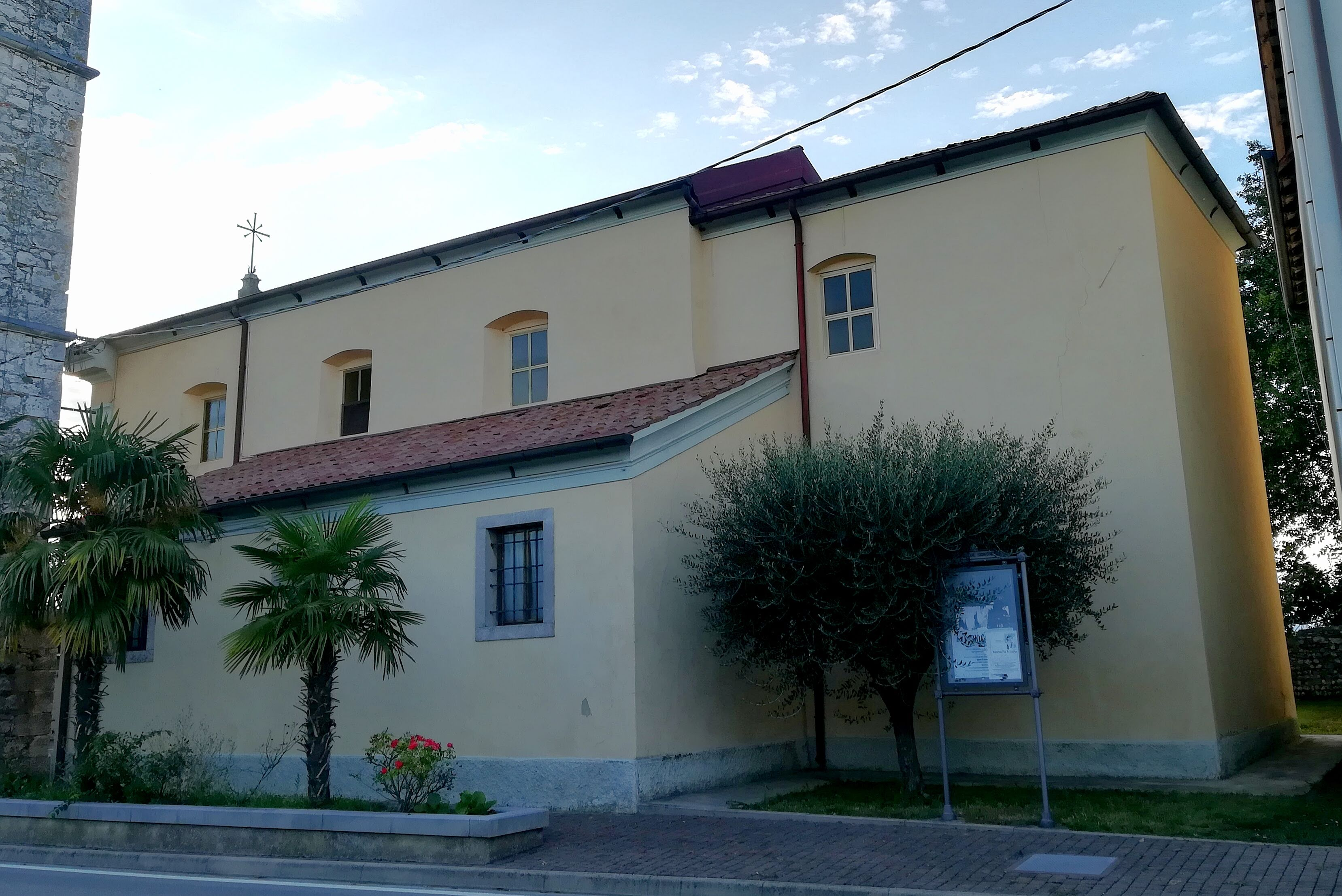
Il lato meridionale della chiesa

### Esterno
La semplice facciata a capanna della chiesa, rivolta a sudovest e scandita da due lesene tuscaniche laterali sorreggenti il timpano triangolare, presenta centralmente il portale d'ingresso, sormontato da una mensola.
Accanto alla chiesa si erge il campanile a pianta quadrata, suddiviso in più registri da cornici marcapiano; la cella presenta su ogni lato una monofora a tutto sesto affiancata da lesene ed è coperta dal tetto a quattro falde.

### Interno
L'interno dell'edificio si compone di un'unica navata, sulla quale si affacciano le cappelle laterali introdotte da archi a tutto sesto e le cui pareti sono scandite da paraste sorreggenti la trabeazione modanata e aggettante sopra la quale si imposta la volta a botte; al termine dell'aula si sviluppa il presbiterio, rialzato di alcuni gradini, voltato a crociera e chiuso dall'abside quadrata.
Qui sono conservate diverse opere di pregio, tra le quali una statua con soggetto la Beata Vergine, scolpita ai primi del Novecento da Vittorio Ferrero, l'altare maggiore, impreziosito dalle due statue ritraenti i Santi Biagio e Lorenzo Martiri, realizzate da Adeodato Periotti, l'affresco che rappresenta Santa Caterina, eseguito nel 1905 dal gemonese Giovanni Fattori, e il coro ottocentesco.